# 昂扎勒吕盖
昂扎勒吕盖（法語：Anzat-le-Luguet，法語發音：[ɑ̃za lə lyɡɛ]）是法国多姆山省的一个市镇，属于伊苏瓦尔区。

## 地理
昂扎勒吕盖（45°19'56"N, 3°2'30"E）面积66.56 平方千米，位于法国奥弗涅-罗讷-阿尔卑斯大区多姆山省，该省份为法国中南部省份，北起阿列省接壤，东临卢瓦尔省，南至上盧瓦爾省和康塔爾省，西接科雷兹省和克勒兹省。
与昂扎勒吕盖接壤的市镇（或旧市镇、城区）包括：洛里、莱沃、马尔瑟纳、莫莱德、蒙格勒莱、韦兹、阿普沙、马祖瓦尔、圣阿利尔-埃斯蒙塔涅。

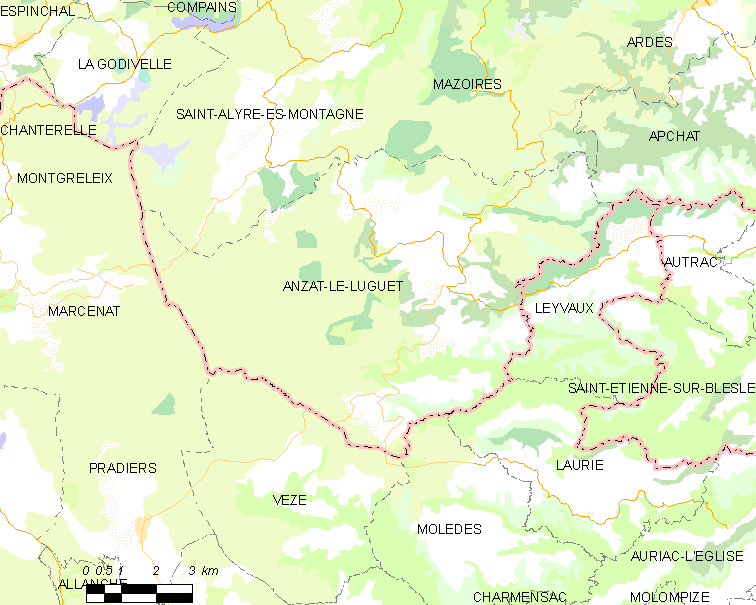
昂扎勒吕盖的OSM定位图

昂扎勒吕盖的时区为UTC+01:00、UTC+02:00（夏令时）。

## 行政
昂扎勒吕盖的邮政编码为63420，INSEE市镇编码为63006。

## 政治
昂扎勒吕盖所属的省级选区为布拉萨克莱米讷县。

## 人口

1962-2008年间昂扎勒吕盖人口变化图示

昂扎勒吕盖于2022年1月1日时的人口数量为174人。